# 蓬派尔
蓬派尔（法語：Pompaire，法語發音：[pɔ̃pɛʁ]）是法国德塞夫勒省的一个市镇，属于帕尔特奈区。

## 地理
蓬派尔（46°36'30"N, 0°14'0"W）面积12.8 平方千米，位于法国新阿基坦大区德塞夫勒省，该省份为法国西部内陆省份，北起曼恩-卢瓦尔省，西接旺代省，南至夏朗德省和滨海夏朗德省，东临维埃纳省。
与蓬派尔接壤的市镇（或旧市镇、城区）包括：博略苏帕尔特奈、拉沙佩勒贝特朗、帕爾特奈、勒塔吕、圣帕尔杜-苏捷。

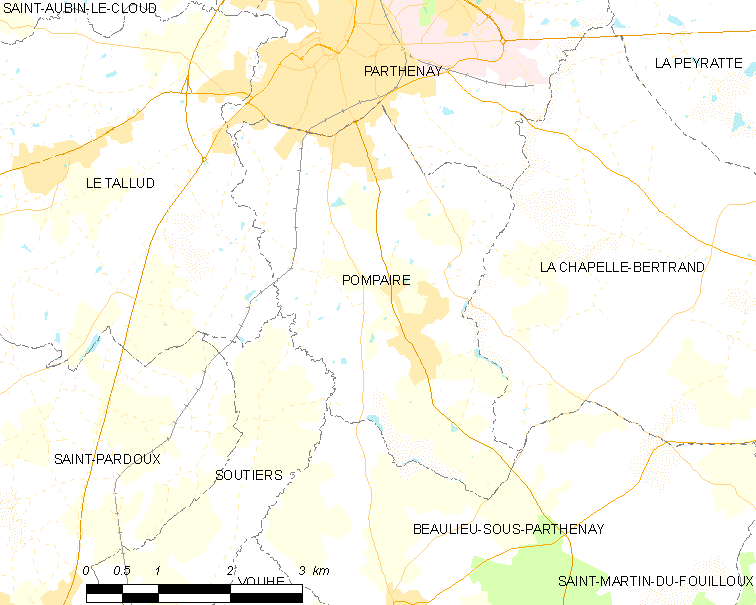
蓬派尔的OSM定位图

蓬派尔的时区为UTC+01:00、UTC+02:00（夏令时）。

## 行政
蓬派尔的邮政编码为79200，INSEE市镇编码为79213。

## 政治
蓬派尔所属的省级选区为帕尔特奈县。

## 人口

1962-2008年间蓬派尔人口变化图示

蓬派尔于2022年1月1日时的人口数量为2052人。